# Martin Held

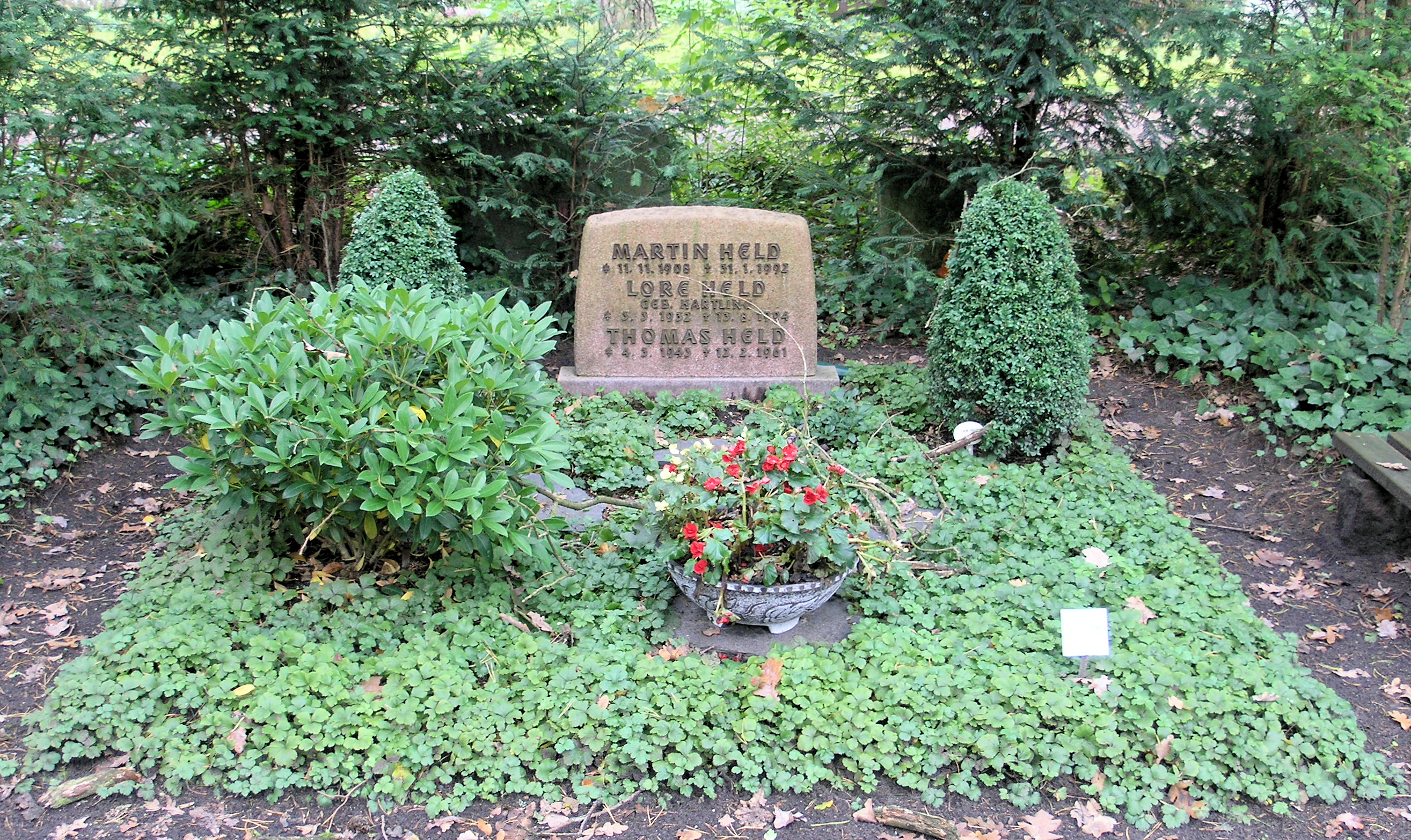
Graf van Martin Held

Martin Erich Fritz Held (Berlijn, 11 november 1908 - aldaar, 31 januari 1992) was een Duitse acteur.

## Jeugd en opleiding
Martin Held was de zoon van opzichter Albert Max Julius Held en zijn vrouw Emma Reimann. Hij voltooide eerst een opleiding tot fijnwerktuigkundige bij Siemens AG. In 1929 werd hij opgenomen aan de Hochschule für Musik und Darstellende Kunst, waar hij tot 1931 werd opgeleid tot acteur.

## Carrière
Held had zijn debuut in 1931 in een opvoering van Vor Sonnenuntergang. In 1931/32 speelde hij bij het Landestheater für Ost- und Westpreußen in Königsberg en Tilsit, in 1933/1934 bij het Albert Theater in Dresden, in 1934/1935 bij het Stadttheater Elbing, van 1935 tot 1937 bij het Stadttheater Bremerhaven en van 1937 tot 1941 bij het Landestheater Darmstadt. Van 1941 tot 1951 behoorde hij tot het ensemble van de Städtischen Bühnen Frankfurt.
In Frankfurt am Main speelde Held de generaal Harras in de Duitse première van Des Teufels General (1947) van Carl Zuckmayer. In 1951 werd hij door Boleslaw Barlog aangesteld bij de Staatlichen Schauspielbühnen Berlin, waar hij tot aan zijn dood lid was van het ensemble. Daar speelde hij samen met de acteurs Bernhard Minetti, Carl Raddatz, Wilhelm Borchert en Horst Bollmann en onder de regisseurs Fritz Kortner en Hans Lietzau. In Samuel Becketts uitvoering van de Duitstalige première van het stuk Das letzte Band speelde hij de hoofdrol. Door zijn suikerziekte moest Held, die ook werkzaam was als hoorspelspreker, zich in 1985 terugtrekken uit de theaterwereld, maar trad daarna wel nog met boeklezingen op.
Zijn naar ironie neigende manier van representeren, zijn bekwaamheid in het wisselen van mimiek en zijn onmiskenbare stem kwamen vanaf 1951 ook bij de film en televisie tot hun recht. In Canaris representeerde hij als Reinhard Heydrich de tegenspeler van de titelheld. In Der Hauptmann von Köpenick speelde hij de autoritaire, maar tegenover de valse officier buitengewoon onderdanige burgemeester Obermüller. Verdere rollen waren de historisch belaste officier van justitie Dr. Schramm in Rosen für den Staatsanwalt en ook de doortrapte Oberlandesgerichtsrat Zänker in Die Herren mit der Weißen Weste. Als stemacteur leende hij zijn stem aan onder andere Pedro Armendáriz (Diane), E.G. Marshall (The Caine Mutiny), Edmond O’Brien (The Love God?) en Roland Young (And Then There Were None).

## Privéleven en overlijden
Held was in zijn eerste huwelijk met de actrice Lilo Dietrich getrouwd. Uit dit huwelijk stamde zijn zoon Thomas (geb. 1943), die in 1961 zelfmoord pleegde. In 1967 trouwde Held met de actrice Lore Hartling, met wie hij twee zonen had: Albert (geb. 1964) en Maximilian (geb. 1967). Albert is eveneens acteur en werkt bij het Volkstheater Wien. Martin Held overleed op 31 januari 1992 in de leeftijd van 83 jaar en werd bijgezet op de Waldfriedhof Zehlendorf in een eregraf van de stad Berlijn. Zijn schriftelijke nalatenschap bevindt zich in de Akademie der Künste in Berlijn.

## Onderscheidingen
- 1952: Duitse criticiprijs
- 1955: Filmband in Gold (beste bijvertolker) voor Canaris
- 1956: Prijs van de Duitse filmkritiek voor Der Hauptmann von Köpenick
- 1958: Kunstprijs van de stad Berlijn
- 1958: Verdienstkreuz 1e Klasse van de Orde van Verdienste van de Bondsrepubliek Duitsland
- 1963: Benoeming tot Berlijns staatsacteur
- 1967: Ernst-Lubitsch-prijs voor Fast ein Held
- 1969: Goldene Kamera voor Rumpelstilz
- 1978: Ernst-Reuter-Plakette van de stad Berlijn
- 1978: Großes Verdienstkreuz van de Orde van Verdienste van de Bondsrepubliek Duitsland
- 1979: Goldener Vorhang van de Berlijnse theaterclubs
- 1980: Goldenes Filmband voor zijn langjarig en voortreffelijke wer in de Duitse film
- 1981: Großes Verdienstkreuz mit Stern des Verdienstordens van de Bondsrepubliek Duitsland
- 1984: Goldener Vorhang
- 1984: Silbernes Blatt van de Dramatiker Union
- 1985: Goldener Vorhang
- 1986: Benoeming tot hoogleraar „honoris causa“ door de Berlijnse senaat
- 1988: Großes Verdienstkreuz mit Stern und Schulterband van de Orde van Verdienste van de Bondsrepubliek Duitsland

## Filmografie

### Bioscoopfilms
- 1951: Schwarze Augen
- 1952: Heimweh nach Dir
- 1954: Canaris
- 1955: Alibi
- 1956: Vor Sonnenuntergang
- 1956: Der Hauptmann von Köpenick
- 1956: Friederike von Barring
- 1956: Spion für Deutschland
- 1957: Banktresor 713
- 1957: Der Fuchs von Paris
- 1958: Nasser Asphalt
- 1959: Meine Tochter Patricia
- 1959: Rosen für den Staatsanwalt
- 1960: Bumerang
- 1960: Der letzte Zeuge
- 1961: Die Ehe des Herrn Mississippi
- 1961: Frau Cheneys Ende
- 1961: Der Traum von Lieschen Müller
- 1962: 90 Minuten nach Mitternacht
- 1962: Das schwarz-weiß-rote Himmelbett
- 1963: Liebe will gelernt sein
- 1963: Ein fast anständiges Mädchen
- 1963: Das große Liebesspiel
- 1964: Verdammt zur Sünde
- 1966: Lange Beine – Lange Finger
- 1967: Le plus vieux métier du monde
- 1967: Fast ein Held
- 1969: Dr. med. Fabian – Lachen ist die beste Medizin
- 1970: Die Herren mit der weissen Weste
- 1972: Hauptsache Ferien
- 1973: Le Serpent
- 1977: Unordnung und frühes Leid
- 1978: Der Pfingstausflug

### Televisie
- 1955: Der Biberpelz
- 1955: Die Schule der Väter
- 1957: Ein besserer Herr
- 1958: Ein Glas Wasser
- 1962: Der Walzer der Toreros
- 1963: Endspurt
- 1964: Spätsommer
- 1965: Michael Kramer
- 1965: Die Hose
- 1966: Gespenster
- 1967: Die Mission
- 1969: Der Sturm
- 1969: Rumpelstilz
- 1969: Spion unter der Haube
- 1969: Das letzte Band
- 1971: Yvonne, Prinzessin von Burgund
- 1972: Der Kommissar: Die Tote im Park
- 1972: Flint
- 1972: Frohe Ostern
- 1973: Eines langen Tages Reise in die Nacht
- 1974: Unter einem Dach
- 1974: Strychnin und saure Drops
- 1977: Heinrich Zille
- 1978: Niemandsland
- 1978: Unsere kleine Welt
- 1978: Der große Karpfen Ferdinand und andere Weihnachtsgeschichten
- 1980: Kaninchen im Hut und andere Geschichten mit Martin Held
- 1981: Der Alte: Der Gärtner
- 1983: Der Raub der Sabinerinnen
- 1986: Was zu beweisen war
- 1987: Derrick: Mordfall Goos

## Hoorspelen
- 1946: Johann Wolfgang von Goethe: Clavigo – Regie: Rudolf Rieth (Radio Frankfurt) – Eerste uitzending: 25 augustus 1946
- 1947: Morton Wishengrad: Der Talmud – Regie: Theodor Steiner (Radio Frankfurt) – Eerste uitzending: 21 november 1947
- 1948: Jo Hanns Rösler: Philine – Regie: ? (Radio Frankfurt) – Eerste uitzending: 4 juni 1948
- 1949: August Strindberg: Ein Traumspiel – Regie: ? (Radio Frankfurt) – Eerste uitzending: 21 januari 1949
- 1949: Johann Wolfgang von Goethe: Das Jahrmarktsfest von Plundersweiler – Regie: Rudolf Rieth (HR) – Eerste uitzending: 25 februari 1949
- 1949: Oscar Wilde: Die Frau ohne Bedeutung – Regie: Theodor Steiner (HR) – Eerste uitzending: 11 november 1949
- 1949: Hugo von Hofmannsthal: Das Salzburger große Welttheater – Regie: Theodor Steiner; Hans Kettler (HR) – Eerste uitzending: 20 november 1949
- 1949: Alexander Lernet-Holenia: Die Frau des Potiphar – Regie: Theodor Steiner (HR) – Eerste uitzending: 25 november 1949
- 1949: Walter Erich Schäfer: Die Verschwörung – Regie: Karlheinz Schilling (HR) – Eerste uitzending: 16 december 1949
- 1949: Dorothy L. Sayers: Könige in Judäa – Regie: Fränze Roloff (HR) – Eerste uitzending: 24 december 1949
- 1950: Dorothy L. Sayers: König der Schmerzen – Regie: Fränze Roloff (HR) – Eerste uitzending: 7 april 1950
- 1950: Gerhart Hauptmann: Und Pippa tanzt – Regie: Irene Kürschner (HR) – Eerste uitzending: 26 mei 1950
- 1950: Burkhard Nadolny: Die zerstörte Stimme – Regie: Fränze Roloff (HR) – Eerste uitzending: 7 juli 1950
- 1950: Günter Eich: Geh nicht nach El Kuwehd oder Der zweifache Tod des Kaufmanns Mohallab – Regie: Fränze Roloff (HR) – Eerste uitzending: 29 september 1950
- 1950: Alfred Andersch: Biologie und Tennis – Regie: Karlheinz Schilling (HR) – Eerste uitzending: 23 oktober 1950
- 1950: Hans Hömberg: Kirschen für Rom – Regie: Theodor Steiner (HR) – Eerste uitzending: 9 april 1951
- 1950: Georg Büchner: Leonce und Lena – Regie: Karlheinz Schilling (HR) – Eerste uitzending: 5 februari 1952
- 1951: Rudyard Kipling: Dschungelbuch – Regie: ? (SWF) – Eerste uitzending: ?
- 1951: Ina Seidel: Die Fürstin reitet – Regie: Fränze Roloff (HR) – Eerste uitzending: 8 januari 1951
- 1951: Friedrich Schreyvogel: Titania – Regie: Ludwig Cremer (NWDR) – Eerste uitzending: 11 mei 1951
- 1951: Walther Franke-Ruta: Der Unbekannte von Collegno – Regie: Eduard Hermann (NWDR) – Eerste uitzending: 2 augustus 1951
- 1951: Antoine de Saint-Exupéry: Der kleine Prinz – Regie: Rudolf Rieth (HR) – Eerste uitzending: 27 augustus 1951
- 1951: Werner Brink: Es kommt doch an den Tag – Regie: Werner Oehlschläger (RIAS Berlin) – Eerste uitzending: 29 oktober 1951
- 1952: Tennessee Williams: Die Glasmenagerie – Regie: Fränze Roloff (HR) – Eerste uitzending: 14 januari 1952
- 1952: Gerd Bergmann: Junger Mann in Untermiete – Regie: Hans Bernd Müller (NWDR) – Eerste uitzending: 9 juni 1952
- 1952: Robert Cedric Sherriff: Um sieben Uhr zu Hause – Regie: Hanns Korngiebel (RIAS Berlin) – Eerste uitzending: 18 juni 1952
- 1952: Hans Novak; Georg Zivier: Das Spiel geht weiter – Regie: Curt Goetz-Pflug (NWDR) – Eerste uitzending: 7 augustus 1952
- 1952: Alexander Lernet-Holenia: Spanische Komödie – Regie: Heinz von Cramer (RIAS Berlin) – Eerste uitzending: 10 september 1952
- 1952: Nikolaus Spanuth: Die Weisen aus dem Morgenland – Regie: Curt Goetz-Pflug (NWDR) – Eerste uitzending: 6 januari 1953
- 1953: Frank Harvey: Im 'Prince of Wales' – Regie: Rolf Purucker (RIAS Berlin) – Eerste uitzending: 14 januari 1953
- 1951: Hans Hömberg: Das Roß der fröhlichen Lerche – Regie: Peter Thomas (RIAS Berlin) – Eerste uitzending: 13 mei 1953
- 1953: Gerd Bergmann: Denn, Freunde, was ist Ruhm? – Regie: Curt Goetz-Pflug (NWDR) – Eerste uitzending: 28 mei 1953
- 1953: Johannes Allen: Adam lächelt – Regie: Peter Thomas (HR) – Eerste uitzending: 22 juni 1953
- 1953: Johannes Hendrich: Die Schnur am Hampelmann – Regie: Harald Philipp (RIAS Berlin) – Eerste uitzending: 4 januari 1954
- 1954: John Bradley: Der Kopf in der Schlinge – Regie: Rolf Purucker (RIAS Berlin) – Eerste uitzending: 24 februari 1954
- 1954: Heinz Oskar Wuttig: Orangen und Minze – Regie: Curt Goetz-Pflug (NWDR) – Eerste uitzending: 6 mei 1954
- 1954: Richard Hey: Moonk, der Meuterer – Regie: Hans Bernd Müller (NWDR) – Eerste uitzending: 28 juni 1954
- 1954: Simon Glas: Partisanen – Regie: Walter Knaus (SDR) – Eerste uitzending: 30 juli 1954
- 1954: Kurt Kusenberg: Drachenkind – Dein Vater spinnt – Regie: Wolfgang Spier (RIAS Berlin) – Eerste uitzending: 4 oktober 1954
- 1954: Alfred Happ: Ein Band Molière – Regie: Wolfgang Spier (RIAS Berlin) – Eerste uitzending: 8 november 1954
- 1954: William Shakespeare: Timon von Athen – Regie: Ludwig Berger (SFB) – Eerste uitzending: 18 november 1954
- 1955: Werner Barzel: Der Mann, der draußen blieb – Regie: Curt Goetz-Pflug (SFB) – Eerste uitzending: 24 februari 1955
- 1955: Hugo von Hofmannsthal: Jedermann – Regie: Hans Bernd Müller (SFB) – Eerste uitzending: 3 april 1955
- 1955: Friedrich von Schiller: Demetrius – Regie: Ludwig Berger (SFB) – Eerste uitzending: 26 mei 1955
- 1955: Jean Anouilh: Cecile oder Die Schule der Väter – Regie: Leopold Lindtberg; Lothar Schluck; Friedrich Luft (RIAS Berlin) – Eerste uitzending: 23 september 1955
- 1955: Anonymus: Das Benediktbeurer Weihnachtsspiel – Regie: Hans Bernd Müller (SFB) – Eerste uitzending: 23 december 1955
- 1957: Walter Hasenclever: Ein besserer Herr (Theatermitschnitt) – Regie: Hans Lietzau (RIAS Berlin) – Eerste uitzending: 1957
- 1957: Johannes Hendrich: Unter falscher Flagge – Regie: Hans Lietzau (SFB) – Eerste uitzending: 25 januari 1957
- 1957: Otto Zarek: Albert Ballin – Regie: Erich Köhler (SFB) – Eerste uitzending: 29 mei 1957
- 1957: John Boynton Priestley: Und das am Montagmorgen – Regie: Karl Metzner (RIAS Berlin) – Eerste uitzending: 28 augustus 1957
- 1957: Alfred Neumann: Die Goldquelle – Regie: Heinz-Günter Stamm (BR) – Eerste uitzending: 25 september 1957
- 1957: Jean Anouilh: Der Walzer des Toreros (Theatermitschnitt) – Regie: Paul Hoffmann (RIAS Berlin) – Eerste uitzending: 9 oktober 1957
- 1957: Horst von der Heyde: Reichsfreiherr vom Stein – Regie: Hans Drechsel (SFB) – Eerste uitzending: 24 oktober 1957
- 1957: Alfred Andersch: Fahrerflucht – Regie: Marcel Wall (SWF / RB) – Eerste uitzending: 19 november 1957
- 1957: George Bernard Shaw: Ländliche Werbung – Regie: Hanns Korngiebel (RIAS Berlin) – Eerste uitzending: 8 januari 1958
- 1958: Arch Oboler: Begegnung mit dir selbst (1. Teil: Begegnung in Afrika) – Regie: Kurt Reiss (NDR) – Eerste uitzending: 2 maart 1958
- 1958: Jean Giraudoux: Judith – Regie: Ludwig Cremer (NDR) – Eerste uitzending: 5 oktober 1958
- 1958: Walter Erich Schäfer: Die Himmelfahrt des Physikers M. N. – Regie: Hanns Korngiebel (RIAS Berlin) – Eerste uitzending: 5 november 1958 (SDR)
- 1958: Sándor Márai: Das Verhör – Regie: Fritz Schröder-Jahn (NDR) – Eerste uitzending: 6 februari 1959
- 1959: Curt Goetz: Lohengrin – Regie: Tom Toelle (SFB) – Eerste uitzending: 3 maart 1959
- 1959: Jean Giraudoux: Die Irre von Chaillot (fragment) – Regie: Willy Schmidt (SFB / Schillertheater Berlin) – Eerste uitzending: 31 mei 1959
- 1959: Johannes Hendrich: Der Fall Dr. Sorge – Regie: Rolf von Goth (SFB) – Eerste uitzending: 18 oktober 1959
- 1960: Mischa Mleinek: Herzog zu vermieten – Regie: Tom Toelle (SFB) – Eerste uitzending: 2 februari 1960
- 1960: Umberto Morucchio: Der schönste Tag – Regie: Rolf Purucker (RIAS Berlin) – Eerste uitzending: 9 maart 1960
- 1960: Jean Anouilh: General Quixotte – Regie: Rudolf Steinboeck (SFB / RB) – Eerste uitzending: 5 april 1960
- 1960: Wolfgang Neuss; Herbert Kundler: Der Mann mit der Pauke in 'Wir Kellerkinder' – Regie: Wolfgang Spier (RIAS Berlin / NDR) – Eerste uitzending: 16 april 1960
- 1960: Georg Zivier: Berlin und das Romanische. Von der schöpferischen Bohème – Regie: Hanns Korngiebel (RIAS Berlin) – Eerste uitzending: 28 september 1960
- 1960: Marie Luise Kaschnitz: Die Reise des Herrn Admet – Regie: Fränze Roloff (HR) – Eerste uitzending: 17 oktober 1960
- 1960: Henry Reed: Unter Genies und feinen Leuten (aflevering 1: Das Privatleben der Hilda Tablet) – Regie: Joachim Hoene (SWF / NDR) – Eerste uitzending: 22 november 1960
- 1960: Henry Reed: Unter Genies und feinen Leuten (aflevering 3: Ohne mit der Wimper zu zucken...) – Regie: Joachim Hoene (SWF / NDR) – Eerste uitzending: 27 december 1960
- 1960: Henry Reed: Unter Genies und feinen Leuten (aflevering 4: Holde Wiege unserer Welt) – Regie: Joachim Hoene (SWF / NDR) – Eerste uitzending: 24 januari 1961
- 1960: Hellmut von Cube: Morgen sind Sie König – Regie: Heinz-Günter Stamm (BR) – Eerste uitzending: 4 april 1961
- 1962: Georg Zivier: Dem deutschen Volke – Der Reichstag – Regie: Hermann Schindler (RIAS Berlin) – Eerste uitzending: 7 maart 1962
- 1962: Max Frisch: Andorra (ongewijzigde theateropname) – Regie: Fritz Kortner (SFB / Schillertheater Berlin) – Eerste uitzending: 23 maart 1962
- 1963: Jacques Audiberti: Jacques Herz – Regie: Heinz von Cramer (SWF / BR) – Eerste uitzending: 27 april 1963
- 1964: Yvan Noé; Pierette Caillol: Das Verbrechen – Regie: Heinz-Günter Stamm (BR) – Eerste uitzending: 14 mei 1964
- 1964: Hans Kasper: Das Pferd der Griechen – Regie: Hans Bernd Müller (SFB / BR / HR / RB) – Eerste uitzending: 4 september 1964
- 1964: James Matthew Barrie: Das Testament – Regie: Hans Bernd Müller (SFB) – Eerste uitzending: 25 oktober 1964
- 1965: Rolf Schroers: Der Fall Trinkhelm – Regie: Fränze Roloff (HR / WDR / RB) – Eerste uitzending: 12 februari 1965
- 1966: Carl Erik Martin Soya: Wir Dichter – Regie: Ulrich Lauterbach (RIAS Berlin) – Eerste uitzending: 28 september 1966
- 1966: William Hanley: Komm', flüstere in mein gutes Ohr – Regie: Wolfgang Spier (RIAS Berlin) – Eerste uitzending: 7 januari 1967
- 1968: Peter Albrechtsen: Der Pfingstausflug – Regie: Hanns Korngiebel (RIAS Berlin / BR) – Eerste uitzending: 24 juni 1968
- 1968: Barry Bermange: Katzenjammer – Regie: Ulrich Gerhardt (RIAS Berlin) – Eerste uitzending: 11 november 1968
- 1968: Wilhelm Meyer: Unfallflucht – Regie: Rudolf Noelte (RB / HR) – Eerste uitzending: 31 januari 1969
- 1969: Dieter Kühn: U-Boot-Spiel – Regie: Friedhelm Ortmann (WDR / SR / HR) – Eerste uitzending: 12 februari 1969
- 1969: Charles Dickens: Die Pickwickier (1. Teil) – Regie: Ulrich Lauterbach (HR / WDR) – Eerste uitzending: 1 september 1969
- 1969: Charles Dickens: Die Pickwickier (2. Teil) – Regie: Ulrich Lauterbach (HR / WDR) – Eerste uitzending: 8 september 1969
- 1969: Charles Dickens: Die Pickwickier (3. Teil) – Regie: Ulrich Lauterbach (HR / WDR) – Eerste uitzending: 15 september 1969
- 1969: Charles Dickens: Die Pickwickier (4. Teil) – Regie: Ulrich Lauterbach (HR / WDR) – Eerste uitzending: 22 september 1969
- 1969: Charles Dickens: Die Pickwickier (5. Teil) – Regie: Ulrich Lauterbach (HR / WDR) – Eerste uitzending: 29 september 1969
- 1969: Charles Dickens: Die Pickwickier (6. Teil) – Regie: Ulrich Lauterbach (HR / WDR) – Eerste uitzending: 6 oktober 1969
- 1969: Dieter Kühn: Soma-Säma – Regie: Friedhelm Ortmann (WDR) – Eerste uitzending: 15 november 1969
- 1970: Rolf Schneider: Krankenbesuch – Regie: Friedhelm Ortmann (WDR / BR / HR) – Eerste uitzending: 19 mei 1970
- 1970: Theodor Weißenborn: Zeugnis humanistischer Reife – Regie: Friedhelm Ortmann (WDR) – Eerste uitzending: 13 februari 1971
- 1973: Rudolf Bayr: Über den Gebrauch winterlicher Gebirge – Regie: Rolf von Goth (SFB) – Eerste uitzending: 3 maart 1973
- 1973: Miklos Gyarfas: Angst und Bang – Regie: Friedhelm Ortmann (WDR) – Eerste uitzending: 25 juli 1973
- 1973: Rodney David Wingfield: Aasgeier – Regie: Otto Düben (SDR) – Eerste uitzending: 1 oktober 1973
- 1973: John McGrath: Angel of the morning – Regie: Rolf von Goth (SFB) – Eerste uitzending: 3 november 1973
- 1973: Stanisław Lem: Die Lymphatersche Formel – Regie: Friedhelm Ortmann (WDR) – Eerste uitzending: 29 januari 1974
- 1974: James Cameron: Die Pumpe – Regie: Otto Kurth (BR / SFB / WDR) – Eerste uitzending: 1 april 1974
- 1974: Hubert Monteilhet: Junge Witwe ohne Vermögen – Regie: Rolf von Goth (SFB) – Eerste uitzending: 17 augustus 1974
- 1974: Peter Rühmkorf: Im Sperrmüll – Regie: Friedhelm Ortmann (WDR) – Eerste uitzending: 3 december 1974
- 1974: Theodor Fontane: Effi Briest (deel 1) – Regie: Rudolf Noelte (SFB / BR / HR) – Eerste uitzending: 14 december 1974
- 1974: Theodor Fontane: Effi Briest (deel 2) – Regie: Rudolf Noelte (SFB / BR / HR) – Eerste uitzending: 15 december 1974
- 1974: Theodor Fontane: Effi Briest (deel 3) – Regie: Rudolf Noelte (SFB / BR / HR) – Eerste uitzending: 17 december 1974
- 1974: Franz Hiesel: Die gar köstlichen Folgen einer mißglückten Belagerung – Regie: Hans Bernd Müller (SFB / WDR / HR) – Eerste uitzending: 4. januari 1975
- 1976: Erich Kästner: Der kleine Mann und die kleine Miss – Regie: Petra Schmidt-Decker – (P) 1976, Phonogram GmbH, Vinyl-LP
- 1978: Erich Kästner: Als ich ein kleiner Junge war – Regie: Michael Weckler – (P) 1978, Phonogram GmbH, Vinyl-LP
- 1983: Ernst Toller: Hoppla, wir leben – Regie: Willi Schmidt (SFB) – Eerste uitzending: 16 november 1983
- 1983: Thomas Rübenacker: Verklärung und Tod – Regie: Heinz Dieter Köhler (WDR) – Eerste uitzending: 15 januari 1984
- 1984: Robert Pinget: Toter Mortin nicht tot – Regie: Walter Adler (SDR) – Eerste uitzending: 25 oktober 1984
- 1988: Iacovos Kambanellis: Die vier Beine des Tisches – Regie: Friedhelm Ortmann (WDR) – Eerste uitzending: 16 november 1988

- Biblioteca Nacional de España: XX4842307
- Bibliothèque nationale de France: cb14186315v (data)
- Gemeinsame Normdatei: 118710095
- International Standard Name Identifier: 0000 0001 1591 6554
- Library of Congress Control Number: n82224745
- MusicBrainz: add3ad85-ca2e-4c79-abd2-6d8a5e1ecd05
- Nationale Bibliotheek van Tsjechië: pna2010572202
- Nationale Bibliotheek van Israël: 987007352029605171
- Istituto Centrale per il Catalogo Unico: UFEV410656
- Virtual International Authority File: 7598378
- WorldCat: E39PBJccd3pX9VdfcrfHTprH4q